# 斯旺西大学
斯旺西大學（英語：Swansea University）是一所坐落在英國威爾士斯旺西的大學。大學主校園坐落在辛格頓公園中，是威爾士的大學中少有的沿海校園。斯旺西大學和卡迪夫大學每年都會爭奪威爾士高校橄欖球比賽和威爾士高校划船比賽的代表隊的資格，就像牛津劍橋一樣，是威爾士高校體育競賽德比的重要實力。

## 簡史
繼威爾士大學教育部霍爾丹委員會的報告之後，斯旺西大學於1920年特許成為史雲斯大學學院，成為威爾士大學中的第四所成員。1996年隨著威爾士大學結構調整，改名為威爾士史雲斯大學。2005年，史雲斯大學獲得獨立授予學位的權力。2007年9月，當威爾士大學成為非聯邦機構成員並且其前成員擁有自主權時，正式採用新名稱斯旺西大學。斯旺西大學因為學生數量眾多而成為威爾士第三大高校。

## 治理和結構
像許多大學一樣，史雲斯大學受法規管制制定了校規和章程。史雲斯大學的行政機構是其委員會，相反也受到參議員和法院的支持。
- 委員會由29位成員組成，包括：校長、執行副校長、副校長、財務主管、執行副校長、行政人員和學生代表。委員會對所有的學校活動負責，並且完善的委員會機構有助於其行使權力和履行職責。
- 理事會由200名成員組成，大多數是教師但也包括學生會和體育聯盟的代表。 學術和行政總負責人副校長主持 理事會。而理事會主要是學術機構，對教學和研究負責。
- 法庭由300多位成員組成，這300位成員是來自地方與全國機構的學校利益共享者的代表。法庭每年開一次會來討論學校每年的報告、財務狀況以及高等教育的現狀。

## 學院
史雲斯大學學院學術科系分為8個學院：

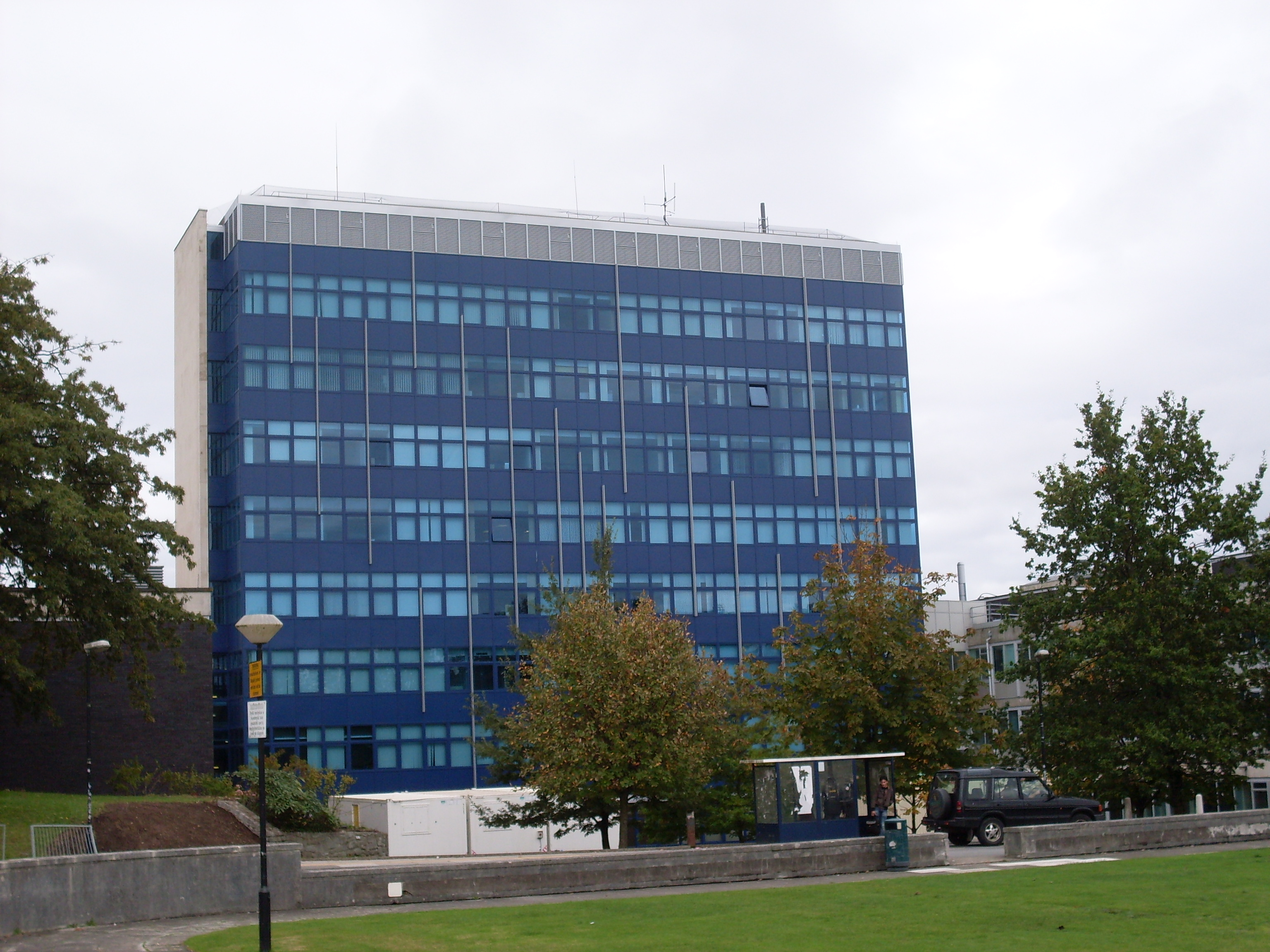
Faraday 是工程和物理科學學院的系樓。

- 人文藝術學院：這兩個學院是近期合併的，包括：美國學、古代史與埃及古物學 、應用語言學、古典文學、威爾士語、英語、法語、德語、歷史、意大利語、中古研究、傳媒學、政治與國際關係、哲學政治學與經濟學、西班牙語與西班牙研究、翻譯以及戰爭與社會學
- 商務與經濟學院：商務和經濟系
- 環境與社會學院：生物科學、地理學、發展研究中心、社會學與人類學
- 人類與健康科學學院： 成人學、生物醫學研究、兒童健康研究、臨床學、急救護理、電子健康學、衛生經濟學與政策研究、助產學與性別研究、精神健康學、醫療保健的哲學人文學及法規、基礎醫療、公共衛生與老年人、心理學、應用社會科學、幼兒教育學體育科學
- 工程學院： 航空航天、生物化學、土木、電機與電子、資訊、通訊與計算機技術、物資、機械、醫藥、納米技術、產品設計
- 醫學院： 碩士入門醫學、健康資訊中心、科研與評估、生命科學研究所、生物醫學研究、遺傳學研究組
- 法學院： 國際海商法、國際貿易法、國際商事法、智慧財產權法、法律實務課程、法學碩士預科課程、IISTL、CEELP、法學學士文憑，其中最著名者為國際海商法法學碩士學程，在此領域的學生人數佔全英最多。
- 物理科學學院： 計算機科學、數學與物理學

## 學生公寓
史雲斯大學提供約3,400間學生公寓，可滿足超過98%的大學生申請住宿的需要，同時國際碩士留學生也可以入住。史雲斯大學設有校內公寓和校外公寓，並修建了亨德瑞福蘭學生村。許多新的公寓都是在2004年和2008年建的。在市區的上城(Uplands)和布侖米爾區(Brynmill)附近也有許多歸大學管理的住所。

### 亨德瑞福蘭(Hendrefoelan) 學生村
亨德瑞福蘭學生村是大學最大的住宿區，擁有1,644間自炊式公寓，距大學2.5公里，在史雲斯到到高爾主路附近，坐落在在一片茂密的樹林和開放式的草叢中。

### 校內學生公寓
校內學生公寓有9棟樓，為大約1,226名學生提供住宿。公寓有套房和自炊式宿舍，有標準間和自習式套間可供選擇。其中的3棟 (Caswell, Langland and Oxwich) 是在2004年竣工的，原先的公寓樓 (Kilvey,、Preseli、 Rhossili 、 Cefn Bryn常被稱為 Sibly、Lewis Jones、 Mary Williams Annexe 以及 Mary Williams respectively) 也在近些年進行了翻新。Penmaen 和 Horton是新建的大學公寓樓，內設351間自炊式宿舍和自習式套間。許多房間可以觀看到海灣和公園。

### 貝克學生公寓(Beck house)
史雲斯上城（Uplands）的六所維多利亞大型公寓房距辛格頓大學區約1公里。主要提供給碩士生、與家人合住的學生以及海外交換生居住。

## 最新發展動態

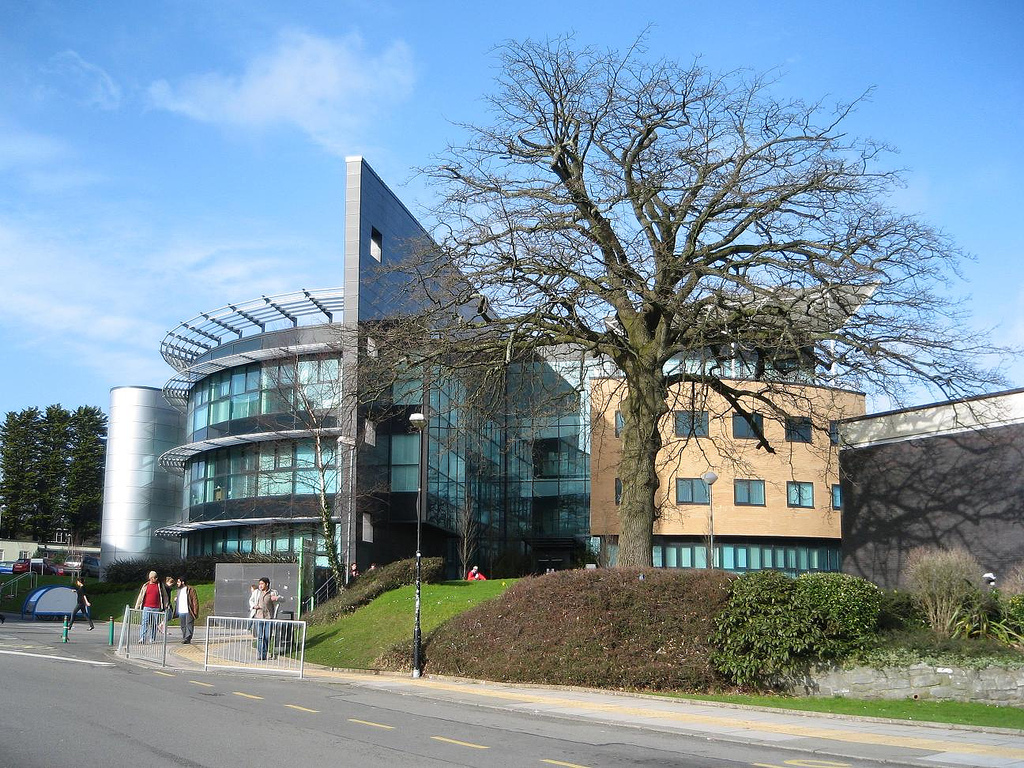
電子科技樓-英國最先進的虛擬現實空間模擬器。

該校近些年進行了調整，新設了熱門課程，比如：歷史、 英語、 地理學 和計算機技術，也停招了 社會與人類學系以及 哲學系。 雖然化學系的碩士教授型與研究型課程仍在繼續，但是不再招收本科生。最近新加的課程包括：航天工程以及在2004年與卡迪夫大學合作的4年制醫學學位 (MB BCh) 。2007年，史雲斯大學獲得獨立授予此課程學位的權利。 （页面存档备份，存于）
2006年初，西方英國國際會議的政治思想研究從埃克塞特大學遷至史雲斯大學政治與國際關係系。 
2007年7月，作為大學醫學院的研究機構，大學開設了生命科學研究所 (ILS) 。  它依託於一棟6層樓的實驗室、商業培育套間以及一台國際商業機器公司藍圖C巨型計算機。 該計算機用於包括病毒基因組的數控分析、流行病學模式、大型臨床數據庫與易感性疾病的遺傳學分析在內的項目。.2009年7月，史雲斯大學、威爾士議會政府、歐洲聯盟以及大學健康委員會為生命科學研究所的拓展投入了3千萬英鎊。
2007年11月，大學宣佈與Navitas集團合作建立國際學院-威爾士史雲斯國際學院 ，為碩士生和碩士預科課程提供經濟支持。此項計劃於2008年9月開始實行。

### 布茨創新中心

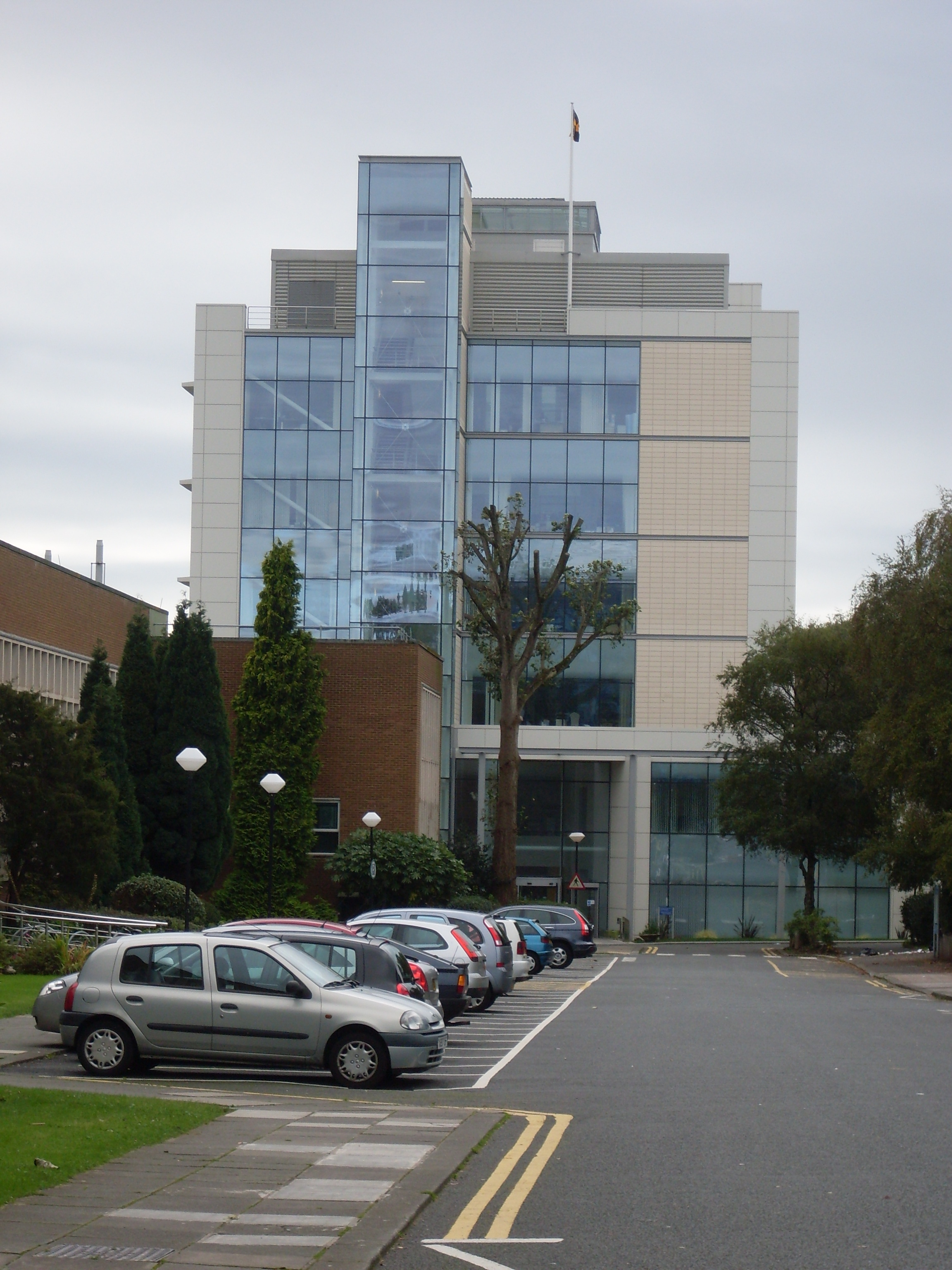
生命科學研究所包括布茨創新中心和國際商業機器公司(IBM)藍圖-C巨型計算機.

布茨創新中心建於2007年4月，是布茨藥妝(Boots the Chemist)、長弓資金(Longbow Capital)、史雲斯大學和威爾士議會政府之間無利益關係的合作。該中心的建立是為了與早期的公司密切合作或者獨自研發新產品、健康美容方面的技術，最終將布茨賣場旗下的新產品投入生產。

## 校園計劃
科研活動的快速發展，迫使校方提供更多工作場所，並改善基礎設施建設，提升教學設備。考慮到學校的發展和學生人數不斷增長帶來的壓力，學校近期成立了「雅克興教諮詢處」來研究十年「房產戰略」的可行性。簡單來說，就是研究並評估校內所有的可利用場所。報告中的主要發現是為了滿足將來的需要，學校將申請更多的場所來放置必要的設備。雅克興教諮詢處提出三個不同選擇來解決空間利用問題.
1. 拆除並重建富爾頓樓(Fulton House)和學聯樓(Union House)
2. 整修富爾頓樓並重建星格頓醫院和學生宿舍間的場地
3. 考慮新校址 (在報告中評估的兩個場地)

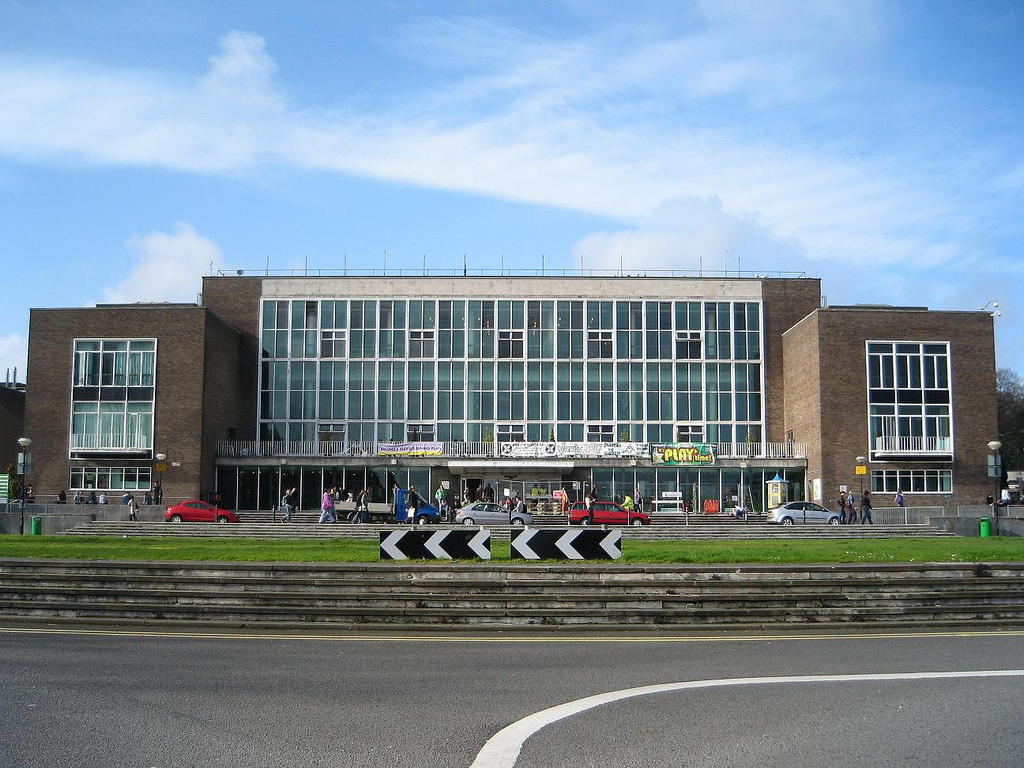
Fulton House, Swansea University.

顧問提議整修辛格頓校區的中心場地，雖然此提議引起了其它一些問題。學校也需要為將來的學生住宿問題做準備。最近，所有建議都在考慮中，為了找到最好的方式，校方也在詢問教師員工以及其他當地社團參與者的意見。2008年1月上交給威爾士議會的 企業發展與學習委員會的當前書面證據顯示：關於大學新的 「校區創新」第二個場地的計劃處於 「討論的後期」。新校區可以成為工程系、計算機系、電信系、商學院、法學院以及各個公司「研究和測試裝置」的所在地。其中一項提議是在費邊(Fabian) 的Crymlyn Burrows[13]擴展100英畝（0.40平方千米）的場地。

## 大學排名
斯旺西大學以在英國「最佳學習經歷」頭銜獲得2005年時代週刊高等教育額外獎金。然而，因為此項殊榮是由學生組做的自選樣本並不具有科學性，所以受到一些人的質疑。

## 圖書館
史雲斯大學圖書與信息服務中心包含綜合圖書、電腦和就業服務部。其中有八十多萬本藏書、期刊以及大量的電子資源，其包括有兩萬三千多個電子期刊。圖書館有一千多個學習場所，超過一半都配有連網電腦。並且在2006年榮獲憲章獎。
圖書與信息服務中心還擁有許多與南威爾士煤礦有關的藏書，其中一些是威爾士作者用英語寫的，還有最近由查理德波頓的妻子薩莉捐贈的理查德波頓 的珍藏。
圖書館近期的發展動態包括：將延長開放時間（週日至週四8am 到 2am； 週五和週六8am to 8pm ）、在小組學習區開設哥斯達黎(Costa)咖啡廳，以及將莫里斯頓醫院護理圖書館(Morriston Hospital Nuring Library)的藏書移至圖書與信息服務中心。

## 體育中心
史雲斯大學的體育中心  坐落在主校區附近的Sketty 路西側，與主校區分離，在艾德華五世運動場西面。該體育中心作為大學教授體育課程的場所，同時也是學生的娛樂場所。其設施包括：威爾士國家泳池、室內6道的跑道、健身房、體育運動館、網球場、壁球場和一面攀岩牆；室外設施包括：8道的跑道和照明運動場，照明運動場內設有橄欖球、足球、曲棍球和板球的球場。.

## 1431AM極限電台
極限電台是由學生運行的大學廣播站，1968年11月建成，當時命名為 活力電台。廣播站在校台1431AM和國際互聯網上廣播校區及史雲斯各領域的新聞、播放各種音樂以及脫口秀和體育比賽在內的專題節目。2008年11月30日學校廣播站迎來了它的40歲生日，史雲斯大學的校內廣播站是威爾士最早的學生廣播站，全英排名第三。

## 埃及古物博物館(埃及中心)
埃及中心是對公眾開放的埃及古物博物館，它坐落在 塔利辛樓(Taliesin)內。館內展出了四千多件藏品。 其中大部分都是由藥劑師亨瑞威爾柯姆收藏的。其它的展品來自於：大英博物館、愛丁堡皇家博物館、國家博物館和威爾士卡迪夫美術館、國家音樂廳和藝術館以及個人捐贈。
埃及中心工作人員會定期在大學博物館、社會大眾和志願者，對參觀團隊及其它校外參與者進行演講和解說。學校會定期邀請學生參與一些有啟發性的互動活動項目。

## 參閱
- 史雲斯
- 威爾斯大學

## 外部連結
- Swansea University （页面存档备份，存于）
- Swansea University Student Union (SUSU) website （页面存档备份，存于）
- Swansea University Student Union Web Portal
- Swansea University Athletic Union (SUAU) website